# 南非天文台
南非天文台（South African Astronomical Observatory，SAAO）是南非的國立光學和紅外線天文中心。它成立於1972年，在南非國家研究基金會（南非國科會）的支持下運作，該基金的功能是進行天文學和天文物理學的研究。主要的望遠鏡位於北開普省的薩瑟蘭，距離總部的開普頓天文台約370公里。
SAAO與世界各地都有科學交換和國際性的技術合作聯繫。南非天文台在科學領域的貢獻包括發展球面像差校正器和南非大望遠鏡，也就是眾所周知的”SALT”。 
在開普頓信號山的午炮是由天文台遙控的時間訊號。

## 歷史

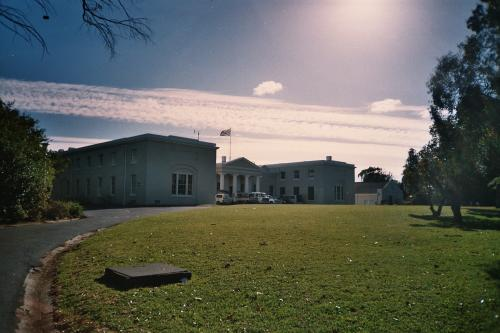
南非天文台在開普敦的建築物。

南非天文台是非洲的第一個科學機構，由皇家天文台於1820年開始在好望角建立，主要建築在1829年完成時，花費的成本是30,000.00英鎊 （在現在，相當於2010年的24,900,000英鎊）。
有兩個場合讓女皇陛下在好望角的天文學家獲得皇家勳章：第一次是湯瑪斯·麥克利爾於1869年在好望角測量子午線弧；第二次是大衛·吉爾在1930年以他充沛的精力領導皇家天文台在好望角研究太陽和恆星的視差。
在1970年代，在約翰尼斯堡的共和國天文台和在普利托里亞的拉德克利夫天文台與更古老的皇家天文台合併成為南非天文台。 
SAAO成立於1972年1月，是南非的科學和工業研究委員會（Council for Scientific and Industrial Research，CSIR）和英國的科學和工程研究委員會聯合協議的結果。總部設於老舊的皇家天文台的主樓，因為天文學的國家圖書館和電腦設施、辦公室、主建物等都在那兒。歷史性的望遠鏡也建立在總部的一些觀測室和一個展示科學儀器的小型博物館。南非天文台作為國家研究基金會（National Research Foundation，NRF），現在成為研究發展基金會（Foundation for Research Development，FRD）管理下的國家設施。在1974年，當在普利托里亞的拉德克利夫天文台結束時，皇家天文台和共和國天文台合併成一個機構。科學和工業研究委員會（CSIR）購買的1.9米的雷德克里夫望遠鏡，並運送到索色蘭。

## 設備
南非天文台成立於1820年，是皇家天文台好望角的地面站，開普敦天文台位於開普敦的郊區。
南非天文台主要的觀測設備位於附近的的北開普省索色蘭，距離開普敦約370公里。

## 望遠鏡（開普敦）

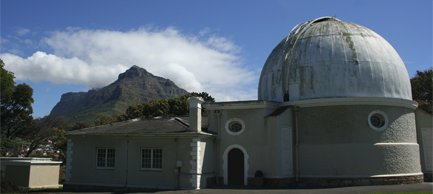
麥克利爾望遠鏡的建築。

### 麥克利爾望遠鏡
這架望遠鏡也稱文維多利亞望遠鏡，裝有24英吋的攝影物鏡和18英吋的目視物鏡。這架望遠鏡是是由古露比製造，並在1897年完成。它在1901年9月10日由瓦爾特·黑利-哈欽森爵士正式啟用。

### 階段實驗示範者（PED）
PED是卡路陣列望遠鏡的成員之一，它的建造是為了獲得架設干涉望遠鏡的經驗。它位於SAAO在開普敦的總部，開普敦天文台，包括6架直徑2.5米（8.2英呎）和1架直徑3.4米（11英呎）的天線，使用的工作頻率1.4GHz。

## 望遠鏡（索色蘭）

### 0.50米望遠鏡
這架0.5米的望遠鏡原本是共和國天文台於1967年建造的，在1972年遷移至索色蘭的現址。

### 0.75米望遠鏡
古露比·帕森斯製造的0.75米反射望遠鏡。

### 艾倫庫辛斯望遠鏡（Alan Cousins Telescope，ACT）
這架29.5英寸（75）望遠鏡原本稱為自動光度望遠鏡，但被重新命名為艾倫·庫辛斯望遠鏡，以尊崇艾倫·威廉·詹姆斯·庫辛斯。

### BiSON
是伯明罕日震網中的六個站台的望遠鏡之一。

### 伊麗莎白望遠鏡
這架40英寸（1.0）的望遠鏡原本在南非天文台的總部，開普敦的開普敦天文台，但是後來移到了索色蘭的場所，參與了PLANET的網路。

### 紅外線巡天裝置（IRSF）
IRSF是裝有3色紅外線影像儀的140（55英寸）反射望遠鏡。最初是日本文部省、文化、體育、科學與技術在2000年為了從事麥哲倫雲－ 全面徹底的研究所贈與的。這架望遠鏡參與的其他研究還包括：
- 印度太空總署使用這架望遠鏡進行銀河核心球區域近紅外線調查以改善來自DENIS和2MASS的巡天測量資料[18]。

### MONET
監視網路望遠鏡 (MOnitoring NEtwork of Telescopes，MONET)是由兩架1.20（47英寸）的望遠鏡組成的專案，其中一架位於索色蘭，另一架同型的望遠鏡在德克薩斯州的麥克唐納天文台。MONET望遠鏡是機器人望遠鏡，可以由建造的哥廷根大學使用遠端望遠鏡標記語言，透過網際望路在遠端控制望遠鏡。

### 雷德克里夫望遠鏡

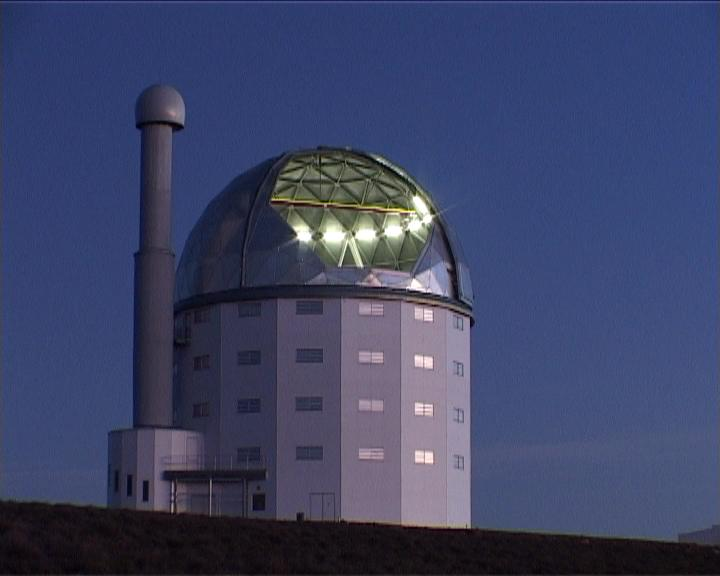
SALT

1.9（75英寸）的雷德克里夫望遠鏡在1948年至1972年是委託在普利托里亞的雷德克里夫天文台操作，在1972年遷移到北開普省的索色蘭。在1951年至2004年間，它是南非最大的望遠鏡。

### 南非大望遠鏡（SALT）
天文台編號：B31
天文台：sites:B31;obs;1;200（近地天體）（页面存档备份，存于）
南非大望遠鏡（SALT）於2005年11月落成，由六邊形鏡片陣列組成11米的直徑，是南半球最大的單一光學望遠鏡。SALT與德克薩斯州麥克唐納天文台的霍比-埃伯利望遠鏡（HET）分享了類似的設計。南非大望遠鏡的集光力是非洲現有其它任何望遠鏡的25倍。以它巨大的鏡面陣列，SALT能夠觀測遙遠距離的恆星、星系和類星體。

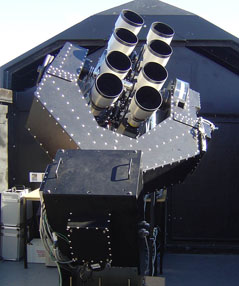
超廣角尋找行星望遠鏡-南

### 超廣角尋找行星-南
超廣角尋找行星共有兩部機器人望遠鏡，一部在SAAO的北開普省索色蘭，另一部在加那利群島拉帕爾馬島穆查丘斯羅克天文台，使用這個陣列在2009年發現的WASP-17b，是第一顆已知的逆行系外行星。

## 延伸讀物
- Brian Warner; Fearon Fallows. . Kluwer Academic Publishers. ISBN 9780792335276. OCLC 32465151.
- Gill, David. . Eyre and Spottiswoode. at the Internet Archive
- Wiehahn, Michelle.  (PDF). Submitted in partial fulfilment o the requirements for the degree of BSc Honours at the University of Cape Town. University of Cape Town - Department of Astronomy. 2002-02  [2011-07-11]. （原始内容 (PDF)存档于2011-08-21）.

### 註解
1. 1 2  . South African Astronomical Observatory.   [3 October 2010]. （原始内容存档于2010年10月14日）.
2. ↑  Laney, Dave. . South African Department of Science and Technology.   [2009-01-30]. （原始内容存档于2009-08-30）.
3. ↑  Own, Our. . The New York Times. 1874-12-06  [2009-01-29]. （原始内容存档于2012-11-06）.
4. ↑  Measuring Worth （页面存档备份，存于）, Relative Value of a UK Pound Amount - average earnings, retrieved on the 24/12/2010
5. ↑  . The Royal Society.   [2008-12-06]. （原始内容存档于2008-06-09）.
6. ↑  . The Royal Society.   [2008-12-01]. （原始内容存档于2008-06-09）.
7. ↑  Heck, Andre. . 2002: 160. ISBN 978-1-4020-0812-2.
8. ↑  Holden, Edward Singleton. . . 1888: 112  [2 October 2010].
9. ↑  . 1912: xvi  [2 October 2010].
10. 1 2  . Astronomical Society of Southern Africa.   [2 October 2010]. （原始内容存档于2011年7月18日）.
11. ↑  . Karoo Array Telescope.   [4 January 2010]. （原始内容存档于2011-10-12）.
12. ↑  . South African Astronomical Observatory.   [2009-01-29]. （原始内容存档于2012-09-09）.
13. ↑  . Astronomical Society of Southern Africa.   [2009-01-29]. （原始内容存档于2011-07-18）.
14. ↑  . South African Astronomical Observatory.   [2009-01-28]. （原始内容存档于2012-09-19）.
15. ↑   (PDF).   [2009-05-15].
16. ↑  . South African Astronomical Observatory.   [2009-01-30]. （原始内容存档于2012-09-09）.
17. ↑  Nagata, Tetsuya. . The Astronomical Herald: 137–138. Bibcode:2005AstHe..98..137N. ISSN 0374-2466.
18. ↑   (PDF). Bulletin of the Astronomical Society of India. 2003, 31: 403  [2011-07-22]. Bibcode:2003BASI...31..403B. （原始内容 (PDF)存档于2011-07-21）.
19. ↑  . McDonald Observatory.   [2009-05-15]. （原始内容存档于2009-06-01）.
20. ↑  Hessman, F. V.; Romero, E. . American Astronomical Society Meeting 202, #38.09; Bulletin of the American Astronomical Society, Vol. 35, p.753. 2003-05  [2009-05-15]. （原始内容存档于2011-06-04）.
21. ↑  . South African Astronomical Observatory.   [2009-01-28]. （原始内容存档于2009-06-27）.
22. ↑  . South African Large Telescope.   [2009-05-15]. （原始内容存档于2012-09-09）.
23. ↑  . SuperWASP.   [2009-01-30]. （原始内容存档于2011-01-31）.

## 外部連結
- Official Website（页面存档备份，存于）
- Live view of the observing plateau in Sutherland[永久]
- SALT Homepage（页面存档备份，存于）
- BiSON Homepage（页面存档备份，存于）
- SuperWASP Homepage（页面存档备份，存于）
- KELT-South Homepage（页面存档备份，存于）
- SuperWASP-South live status（页面存档备份，存于）
- SUR listing at Proect IDA